# Simon Nicol
Simon Nicol (Londra, 13 ottobre 1950) è un chitarrista e cantante inglese, di genere electric folk.
È uno dei membri originali dei Fairport Convention, nonché il membro che vanta la più lunga militanza nel gruppo, nonostante la pausa sabbatica che si è preso tra il 1971 e il 1975/6, durante la quale ha registrato diversi album e partecipato a tournée. Il suo ritorno coincise con la pubblicazione dell'album Gottle o' Geer da parte del gruppo.
È anche strettamente legato alla Albion Band, nelle sue varie incarnazioni, e con l'artista Richard Thompson. Pur essendo meglio noto per le collaborazioni con i gruppi sopra menzionati, ha avuto anche una carriera da solista ed ha formato un duetto con Dave Swarbrick.

## Discografia

### Solista
- In the Club [with Dave Swarbrick] (1981)
- Live at the White Bear [with Dave Swarbrick] (1983)
- Close to the Wind [with Dave Swarbrick] (1984)
- Before your time (1987)
- Consonant Please Carol (1992)
- Before Your Time/Consonant Please Carol (1998)